# Startin'/Born To Be...
《Startin'/Born To Be...》（起步／天賦...）是日本歌手濱崎步第39張單曲，2006年3月8日於日本發售。

## 說明
- 本張單曲共分為「CD+DVD」、「CD ONLY」兩個型態，且和前作同為2A面單曲。
- 本作發售後隨即奪下單曲榜冠軍，是從2002年4月24日發售的第26張單曲《Free&Easy》以來的連續第14張，通算第26張冠軍單曲。
  - 單曲冠軍數於本作超越松田聖子的25張，取得女性歌手歷代單獨第一。
- 《teens "Acoustic Version"》翻唱自TRF。原曲收錄在TRF於1995年12月11日發售的專輯《BRAND NEW TOMORROW》之中。
  - 濱崎步將翻唱作品收錄於CD中，是繼《A BALLADS》當中翻唱《卒業写真》以來第二次。
  - 《teens》原版本收錄在TRF於2006年2月15日發售的專輯《Lif-e-Motions》之中
- 《Startin'》和《Born To Be...》其後收錄於2006年11月29日發售的第八張原創專輯《Secret》，2007年2月28日發售的精選集《A BEST 2》未有收錄，直到2008年發售的單曲精選輯《A COMPLETE ~ALL SINGLES~》才收錄了《Startin'》一曲。

## 收錄歌曲

### CD
1. Startin' "original mix"
作詞：濱崎步 / 作曲：原一博 / 編曲：CMJK
日本電視台「スポーツうるぐす」2006年2、3月期主題曲
2. Born To Be... "original mix"
作詞：濱崎步 / 作曲：原一博 / 編曲：原一博 + CMJK
日本電視台「2006年冬季奥林匹克运动会]」主題曲
3. teens "acoustic version"　
作詞：前田たかひろ　作曲：小室哲哉・久保こーじ
TRF的翻唱歌曲
4. Startin' "original mix-Instrumental-"
5. Born To Be... "Original mix -Instrumental-"